# Torneo di San Sebastián 1911

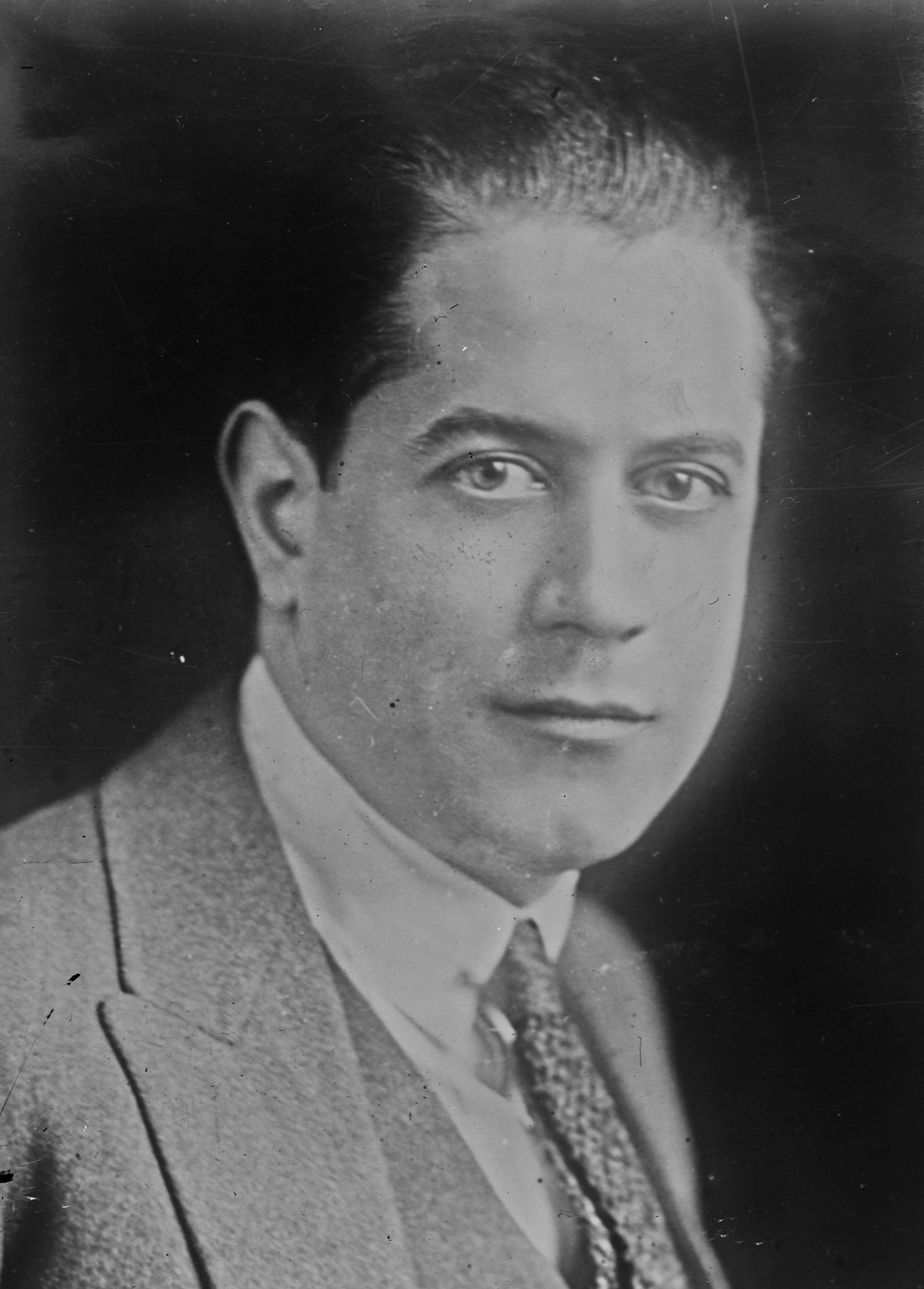
José Raúl Capablanca, vincitore del torneo.

Il Torneo di San Sebastián 1911 è stato un torneo di scacchi disputato a San Sebastián, in Spagna, dal 20 febbraio al 17 marzo 1911. È ricordato per aver segnato l'ingresso di Capablanca, come stella di prima grandezza, nella scena scacchistica internazionale.

## Storia
Il torneo fu organizzato dal "Gran Casinò di San Sebastián" e fu diretto da Jacques Mieses, vi parteciparono quasi tutti i più forti maestri dell'epoca, con l'eccezione di Emanuel Lasker, campione del mondo in carica.
Alcuni giocatori, in particolare Ossip Bernstein, protestarono per la presenza di Capablanca, in quanto non si era ancora classificato ai primi posti di tornei importanti. La protesta venne respinta dal direttore del torneo Jacques Mieses,
e il sorteggio del primo turno vide di fronte proprio Capablanca e Bernstein. In un suo libro, Capablanca commenta così questo episodio: «Ebbi la fortuna di incontrare Bernstein nel primo turno».
Oltre al rimborso delle spese di viaggio e soggiorno, erano in palio di 5.000 franchi per il vincitore, 3000 al secondo classificato, 2000 al terzo e 1500 al quarto. I giocatori non premiati ricevevano 100 franchi per ogni punto. Era previsto inoltre un "premio di bellezza" di 500 franchi per la migliore partita, offerto dal barone Albert Salomon von Rothschild, che fu vinto da Capablanca per la sua partita contro Bernstein.

## Classifica del torneo
| #  | Giocatore                    | 1 | 2 | 3 | 4 | 5 | 6 | 7 | 8 | 9 | 10 | 11 | 12 | 13 | 14 | 15 | Totale |
| 1  | José Raúl Capablanca (CUB)   | * | 0 | ½ | ½ | ½ | ½ | 1 | 1 | 1 | ½  | ½  | 1  | 1  | ½  | 1  | 9½     |
| 2  | Akiba Rubinstein (POL)       | 1 | * | ½ | ½ | ½ | ½ | ½ | ½ | ½ | ½  | ½  | 1  | ½  | 1  | 1  | 9      |
| 3  | Milan Vidmar (SVN)           | ½ | ½ | * | 0 | ½ | ½ | ½ | 1 | ½ | ½  | ½  | 1  | 1  | 1  | 1  | 9      |
| 4  | Frank James Marshall (USA)   | ½ | ½ | 1 | * | ½ | ½ | ½ | ½ | ½ | 1  | ½  | 1  | ½  | 0  | 1  | 8½     |
| 5  | Siegbert Tarrasch (DEU)      | ½ | ½ | ½ | ½ | * | ½ | 1 | 1 | ½ | 0  | ½  | ½  | 1  | 0  | ½  | 7½     |
| 6  | Carl Schlechter (AUT)        | ½ | ½ | ½ | ½ | ½ | * | ½ | 0 | ½ | ½  | ½  | 1  | ½  | 1  | ½  | 7½     |
| 7  | Aron Nimzowitsch (LVA)       | 0 | ½ | ½ | ½ | 0 | ½ | * | ½ | 1 | 1  | ½  | ½  | ½  | ½  | 1  | 7½     |
| 8  | Ossip Bernstein (UKR)        | 0 | ½ | 0 | ½ | 0 | 1 | ½ | * | 1 | 1  | 1  | ½  | 0  | 1  | 0  | 7      |
| 9  | Rudolf Spielmann (AUT)       | 0 | ½ | ½ | ½ | ½ | ½ | 0 | 0 | * | ½  | 1  | ½  | ½  | 1  | 1  | 7      |
| 10 | Richard Teichmann (DEU)      | ½ | ½ | ½ | 0 | 1 | ½ | 0 | 0 | ½ | *  | ½  | 0  | ½  | 1  | 1  | 6½     |
| 11 | Géza Maróczy (HUN)           | ½ | ½ | ½ | ½ | ½ | ½ | ½ | 0 | 0 | ½  | *  | 1  | ½  | ½  | 0  | 6      |
| 12 | David Janowski (POL)         | 0 | 0 | 0 | 0 | ½ | 0 | ½ | ½ | ½ | 1  | 0  | *  | 1  | 1  | 1  | 6      |
| 13 | Amos Burn (ENG)              | 0 | ½ | 0 | ½ | 0 | ½ | ½ | 1 | ½ | ½  | ½  | 0  | *  | 0  | ½  | 5      |
| 14 | Oldřich Duras (CSK)          | ½ | 0 | 0 | 1 | 1 | 0 | ½ | 0 | 0 | 0  | ½  | 0  | 1  | *  | ½  | 5      |
| 15 | Paul Saladin Leonhardt (DEU) | 0 | 0 | 0 | 0 | ½ | ½ | 0 | 1 | 0 | 0  | 1  | 0  | ½  | ½  | *  | 4      |